# Michael Cyril Creighton
Michael Cyril Creighton (Long Island, 31 marzo 1979) è un attore statunitense, noto soprattutto per la sua interpretazione di Howard Morris in Only Murders in the Building, di Patrick in High Maintenance e di Joe Crowley in Il caso Spotlight.

## Biografia
È nato a Long Island, New York, dove è cresciuto insieme a sua madre e ai suoi nonni ed ha frequentato l'Emerson College di Boston.

## Filmografia

### Cinema
- SWOP: I sesso dipendenti (Sleeping with Other People), regia di Leslye Headland (2015)
- Il caso Spotlight (Spotlight), regia di Tom McCarthy (2015)
- 40 sono i nuovi 20 (Home Again), regia di Hallie Meyers-Shyer (2017)
- The Post, regia di Steven Spielberg (2017)
- Game Night - Indovina chi muore stasera? (Game Night), regia di John Francis Daley e Jonathan Goldstein (2018)
- Copia originale (Can You Ever Forgive Me?), regia di Marielle Heller (2018)
- Paper Spiders, regia di Inon Shampanier (2020)
- American Fiction, regia di Cord Jefferson (2023)

### Televisione
- 30 Rock – serie TV, episodio 5x07 (2010)
- Louie – serie TV, episodi 3x04, 3x07 (2012)
- Orange Is the New Black – serie TV, episodio 1x10 (2013)
- Person of Interest – serie TV, episodio 3x7 (2013)
- High Maintenance – serie TV, episodi 1x05 e 2x03 (2013-2014)
- Nurse Jackie - Terapia d'urto (Nurse Jackie) – serie TV, episodio 6x03 (2014)
- Sex&Drugs&Rock&Roll – serie TV, episodio 1x07 (2015)
- 2 Broke Girls – serie TV, episodio 5x04 (2015)
- The Good Fight – serie TV, episodio 1x06 (2017)
- Graves – serie TV, 3 episodi (2017)
- Billions – serie TV, episodio 3x05 (2018)
- AJ and the Queen – serie TV, episodio 1x8 (2020)
- Dash & Lily – serie TV, 4 episodi (2020)
- Dexter: New Blood – serie TV, 6 episodi (2021)
- Only Murders in the Building – serie TV, 31 episodi (2021-in corso)
- Blue Bloods – serie TV, episodio 12x16 (2022)
- Ragazze vincenti - La serie (A League of Their Own) – serie TV, episodio 1x01 (2022)
- New Amsterdam – serie TV, episodio 5x08 (2022)
- La fantastica signora Maisel (The Marvelous Mrs. Maisel) – serie TV, 8 episodi (2023)
- American Horror Stories – serie TV, episodio 3x08 (2024)

### Web
- Horace and Pete – webserie, 3 episodi (2016)

## Doppiatori italiani
Nelle versioni in italiano dei suoi film, Michael Cyril Creighton è stato doppiato da:
- Edoardo Stoppacciaro in American Fiction, Dexter: New Blood
- Alessio Cigliano in Only Murders in the Building
- Leonardo Graziano ne Il caso Spotlight
- Emiliano Reggente in The Post
- Stefano Brusa ne La fantastica signora Maisel
- Raffaele Palmieri in Blue Bloods
- Gianni Bersanetti in New Amsterdam